# Isla Bella (Taormina)

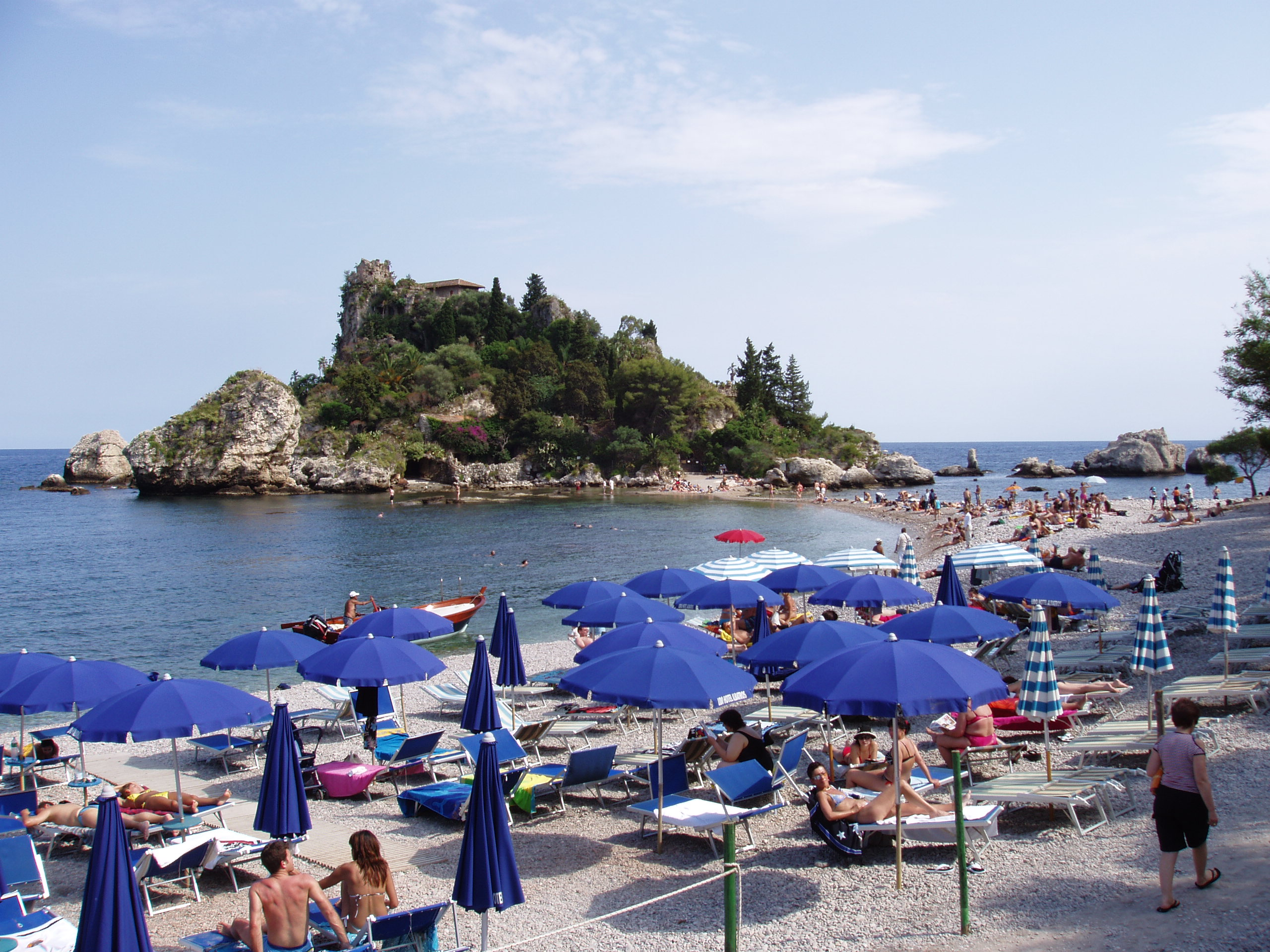
Isola Bella vista desde el norte.

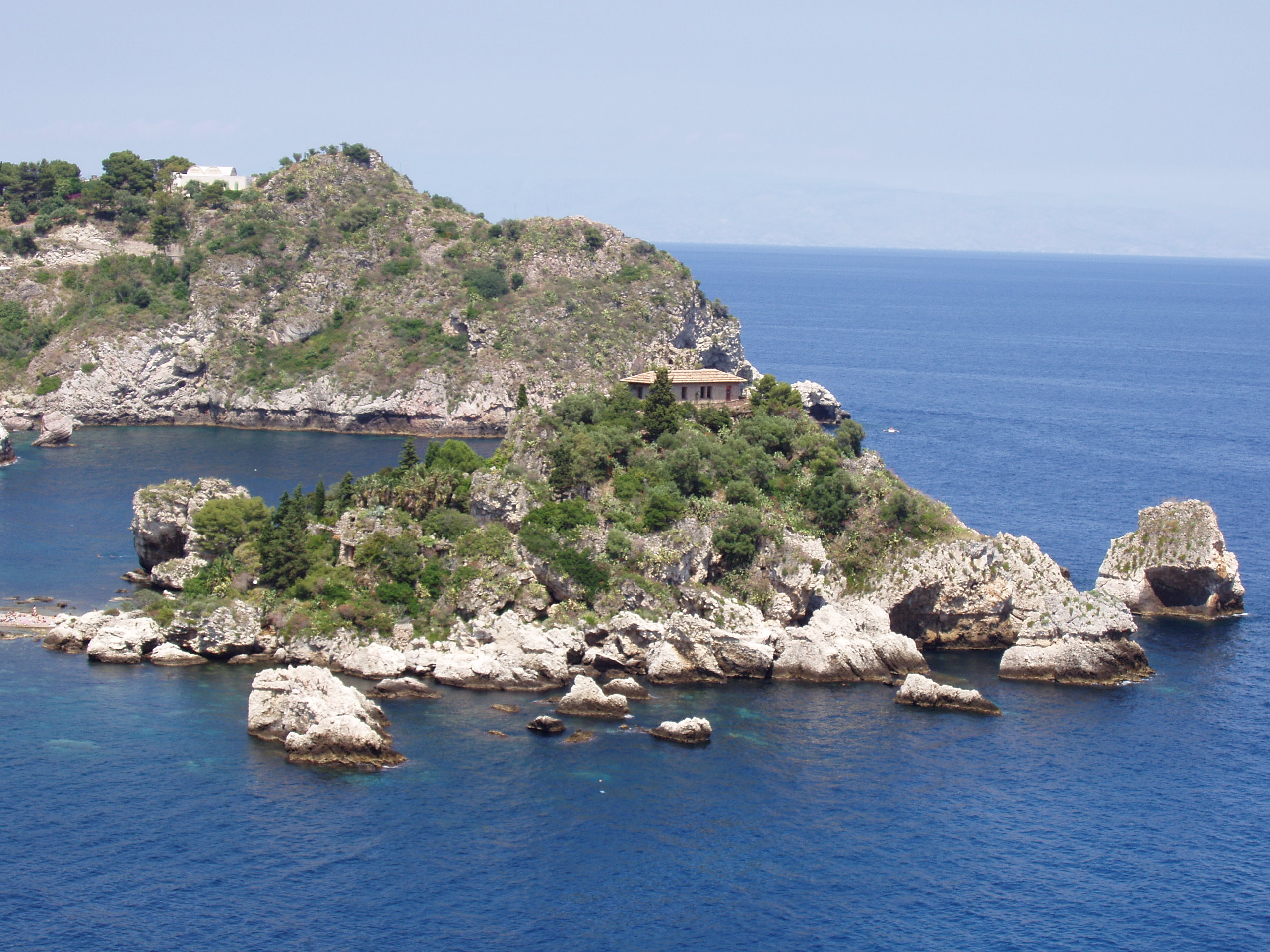
Isola Bella vista desde el sur.

Isola Bella (Isula Bedda en siciliano) es una pequeña isla situada en el municipio de Taormina, en la provincia de Mesina. En ocasiones, la pequeña distancia que la separa de la costa se anula a causa de la marea, convirtiéndose entonces en una península.
El nombre fue acuñado por el barón alemán Wilhelm von Gloeden, que difundió en todo el mundo el valor artístico de la isla.

## Historia
Donada en 1806 por Fernando I de las Dos Sicilias a Pancrazio Ciprioti, alcalde de Taormina, fue adquirida en 1890 por Lady Florence Trevelyan, sobrina de la Reina Victoria I del Reino Unido y mujer del filántropo alcalde de Taormina, profesor Salvatore Cacciola, que construyó una pintoresca caseta. Posteriormente fue heredada por su único sobrino varón, el abogado Cesare Acrosso.
En 1954 fue adquirida por los hermanos Busurgi, que construyeron una espléndida residencia con una minúscula piscina camuflada entre rocas y plantaciones.
En 1984, tras una petición del Ayuntamiento de Taormina, el Assessorato regionale dei Beni Culturali (Consejería regional de Bienes Culturales) declaró la Isola Bella como monumento de interés histórico artístico de particular valor, sometiéndola a vínculos de tutela. El decreto consideraba la isla como un "monumento natural".
En 1990 la isla fue puesta a subasta y adquirida por el Assessorato dei Beni Culturali. En 1998 fue instituida como reserva natural, gestionada por el Fondo Mundial para la Naturaleza. Recientemente, la gestión ha pasado a manos de la provincia de Mesina.